# Port lotniczy La Tapoa
Port lotniczy La Tapoa – port lotniczy położony w La Tapoa w Nigrze.